# Helina sarmentosa
Helina sarmentosa este o specie de muște din genul Helina, familia Muscidae, descrisă de Fang și Fan în anul 1993.
Este endemică în Yunnan. Conform Catalogue of Life specia Helina sarmentosa nu are subspecii cunoscute.